# Octinodes granti
Octinodes granti is een keversoort uit de familie van de kniptorren (Elateridae). De wetenschappelijke naam van de soort werd in 1916 gepubliceerd door Schaeffer.